# Christian Hoffmann von Hoffmannswaldau
Christian Hoffmann von Hoffmannswaldau (korábban Christian Hofmann von Hofmannswaldau) (Boroszló, 1616. december 25. – Boroszló, 1679. április 18.) német barokk költő, író.
A protestáns patrícius családból származó Hoffmanswaldau a boroszlói Elisabeth Gimnázium és a gdański Akadémiai Gimnázium után a leideni egyetemre járt (1638–1639), ahol a már Boroszlóban megkezdett jogi- és államtudományi tanulmányait folytatta, de filológiával és költészettel is itt kezdett el foglalkozni.
1639-ben egy fejedelemmel közösen tanulmányútra indult Angliába, Franciaországba és Olaszországba. 1642-ben utazott vissza.
1647-ben beválasztották a boroszlói városi tanácsba, amelynek haláláig tagja maradt. A protestáns érdekek képviselőjeként és szószólójaként többször utazott Bécsbe tárgyalni (1657, 1660, 1669-70). 1677-től haláláig Breslau polgármestere volt.
Hoffmanswaldau az olasz manierista irodalom, a concetto nyelvművészet követője volt. Sok költeményét, éléselméjű epigrammáját, szépirodalmi fordítását már az 1640-es években megírta, de nyomtatásba nem kerültek.
Az elkövetkező évtizedekben Hoffmanswaldau már csak két átfogóbb munkára vállalkozott: 1652-ben lefordította németre Giovanni Battista Guarini Il pastor fido című alkotását, 1664-ben pedig megírta a Helden-Briefe (Hőslevelek) című, 14 fiktív levelezést tartalmazó elbeszélő költeményét, amelyet Publius Ovidius Naso Hősnők levelei című munkájáról mintázott.
Csak 1679-ben határozta el írásai egy részének kiadását.
Erotikus hangvételű Lust-Getichte verseit 1695-ben, Benjamin Neukirch antológiában, Herrn von Hoffmannswaldau und andrer Deutschen auserlesene und bißher ungedruckte Gedichte (Hoffmannswaldau úr és más németek válogatott és eddiglen ki nem nyomtatott költeményei) címen adta ki. Hoffmannswalsau irodalomtörténeti megítélése sokáig e verseken alapult.
Hoffmannswaldau azonban nem csak az ironikus és frivol történetek mestere volt. Erről vallásos dalok, melankolikus hangú gondolatai az ember elmúlásáról, sírversek, a helyes életről elmélkedő lírikus párbeszédek, valamint Théophile de Viaus filozófiai hátterű Mort de Socrate (Szókrátész halála) című írásának fordítása tanúskodik.

## Legfontosabb művei
- Centuria Epitaphiorum: […] Das ist: Hundert auserlesene und Sinnreiche Grabschrifften. o.J. [1662?]
- Des Sinnreichen Ritters Baptistae Guarini Pastor fido. 1678. – Deutsche Ubersetzungen Und Getichte, 1679
- Benjamin Neukirchs Anthologie. Herrn von Hoffmannswaldau und andrer Deutschen auserlesener und bißher ungedruckter Gedichte erster [- anderer] theil. Szerkesztve Angelo George de Capua und Ernst Alfred Philippson. Tübingen, 1961–65